# Daley Mena
Daley Mena (Quibdó, Chocó, Colombia; 7 de febrero de 1985) es un futbolista colombiano. Juega como delantero y su equipo actual es el Sonsonate F. C. de la Primera División de El Salvador.

## Biografía
Surgió de la Escuela de Fútbol de Alexis García. Muy joven, el delantero se fue a probar suerte a Uruguay donde se vinculó al Danubio de Montevideo, con el que salió campeón.

## Trayectoria

### Danubio y Colón de Santa Fe
Se formó en las divisiones menores del Danubio de Uruguay, para la temporada 2005-2006 fue ascendido al primer equipo jugando solo dos partidos. Para la temporada 2006-2007 solo jugó un partido en la campaña donde su equipo salió campeón. Para la temporada 2007-2008 logró disputar 28 partidos y 6 goles. A la siguiente temporada 2008-2009 tras jugar 5 partidos y lograr y 1 gol es prestado al C. A. Colon de Santa Fe. Participó en la Copa Libertadores 2007, Copa Sudamericana 2007 y Copa Libertadores 2008. En Danubio compartió equipo con sus compatriota Eudalio Arriaga, además de los uruguayos internacionales Christian Stuani y Walter Gargano.

### Danubio y Querétaro
Tras no brillar con el conjunto argentino jugando solo 7 partidos y ningún gol vuelve al Danubio.
Vuelve al Danubio por la temporada 2009-2010 jugando 13 partidos, para la temporada 2010-2011 juega 22 partidos y logra 3 goles.
Se confirmó su llegada al Querétaro F.C. de México en junio de 2011 para disputar la Liga MX hasta la temporada 2014. donde disputó diez partidos y 2 goles. A la siguiente temporada 2012 logró dos partidos pues en el partido contra Monterrey fue víctima de una delicada lesión en el peroné luego de una entrada fuerte del jugador Luis Pérez.

### Dorados de Sinaloa y Deportivo Cali
Su paso por el Sinaloa fue regular pues de los tres partidos que disputó logró un total de 3 goles. Tras acabar el préstamo es nuevamente prestado al Deportivo Cali 2013-2014 con una pobre campaña con un solo partido disputado. Se encontró sin equipo después de acabar su vínculo con Queretaro.

### Rocha de Uruguay y Boyacá Chicó FC
En el 2016 fue contratado por Rocha de Uruguay disputada 13 partidos y un gol, hasta la mitad de año se fue al Boyacá con 13 partidos y dos goles.

### Unión Comercio y C.D. Audaz
Fue contratado por el Unión Comercio de Rioja con 7 partidos.
Actualmente es contratado por el equipo C. D. Audaz de primera división profesional de El Salvador.

## Clubes
| Club                | País                | Año                 | Partidos | Goles |
| ------------------- | ------------------- | ------------------- | -------- | ----- |
| Danubio             | Uruguay             | 2006 - 2008         | 79       | 9     |
| Colón               | Argentina           | 2009                | 17       | 0     |
| Danubio             | Uruguay             | 2009 - 2011         | 45       | 3     |
| Querétaro           | México              | 2011 - 2012         | 18       | 2     |
| Dorados de Sinaloa  | México              | 2012 - 2013         | 36       | 7     |
| Deportivo Cali      | Colombia            | 2013 - 2014         | 3        | 0     |
| Rocha               | Uruguay             | 2015                | 13       | 1     |
| Boyacá Chicó        | Colombia            | 2016                | 13       | 2     |
| Unión Comercio      | Perú                | 2016                | 7        | 0     |
| C. D. Audaz         | El Salvador         | 2017 - 2018         | 42       | 16    |
| Alianza F. C.       | El Salvador         | 2018                | 9        | 3     |
| Sonsonate F. C.     | El Salvador         | 2018 - 2020         | 55       | 7     |
| Once Deportivo      | El Salvador         | 2020 - 2021         | 14       | 1     |
| Total en su carrera | Total en su carrera | Total en su carrera | 342      | 49    |

## Palmarés

### Campeonatos nacionales
| Título                | Club               | País     | Año     |
| --------------------- | ------------------ | -------- | ------- |
| Torneo Apertura       | Danubio            | Uruguay  | 2006    |
| Torneo Clausura       | Danubio            | Uruguay  | 2007    |
| Campeonato Uruguayo   | Danubio            | Uruguay  | 2006-07 |
| Copa México           | Dorados de Sinaloa | México   | 2012    |
| Superliga de Colombia | Deportivo Cali     | Colombia | 2014    |